# Odžak (Czarnogóra)
Odžak (cyr. Оџак) – wieś w Czarnogórze, w gminie Pljevlja. W 2011 roku liczyła 61 mieszkańców.